# Prawo Pascala
Prawo Pascala – prawo statyki płynów opisujące ich ciśnienie; sformułowane w połowie XVII wieku przez Blaise’a Pascala.

## Treść
Zakłada się pominięcie siły grawitacji i innych sił masowych oraz ciśnienia wywołanego przepływem płynu. Jeżeli na płyn (ciecz lub gaz) w zbiorniku zamkniętym wywierane jest ciśnienie zewnętrzne, to (pomijając ciśnienie hydrostatyczne) ciśnienie wewnątrz zbiornika jest wszędzie jednakowe i równe ciśnieniu zewnętrznemu.
Prawo to wynika z tego, że cząstki płynu mogą poruszać się w dowolnym kierunku, wywieranie nacisku z jednej strony zmienia ruch cząstek we wszystkich kierunkach w takim samym stopniu.

## Różne sformułowania prawa
Prawo Pascala jest formułowane w różny sposób:
Ciśnienie wywierane na zamknięty płyn jest przekazywane niezmienione na każdą część płynu oraz na ścianki naczynia.
Ciśnienie zewnętrzne wywierane na ciecz lub gaz znajdujące się w naczyniu zamkniętym rozchodzi się jednakowo we wszystkich kierunkach.
W literaturze angielskiej choć prawo jest wyrażane słownie w podobny sposób, jest zazwyczaj omawiane łącznie z wpływem grawitacji na ciśnienie i wnioskiem:
Ciśnienie w płynie na tym samym poziomie jest jednakowe. Różnicę ciśnień między dwiema wysokościami opisuje wzór:
{\displaystyle p_{2}-p_{1}=-\rho g(h_{2}-h_{1}),}
gdzie {\displaystyle \rho } to gęstość płynu, {\displaystyle g} – przyspieszenie ziemskie, a {\displaystyle h_{1},h_{2}} to wysokości. Intuicyjna interpretacja tej prawidłowości to: ciśnienie na danej głębokości wywołuje ciężar słupa płynu o jednostkowym przekroju, który jest nad danym punktem.

## Przykłady zastosowania prawa Pascala
- pompowanie dętki, materaca, układy hamulcowe, dmuchanie balonów, młot pneumatyczny, działanie urządzeń pneumatycznych (prasa pneumatyczna)
- działanie urządzeń hydraulicznych (hamulec hydrauliczny, podnośnik hydrauliczny, prasa hydrauliczna, pompa hydrauliczna)